# استانک‌رود
آستانک‌رود یا آسِن‌کَرو، روستایی است از توابع بخش کجور شهرستان نوشهر در استان مازندران ایران. یکی از نقاط تاریخی، سرسبز شمال ایران با هوای مه آلود، تابستان‌های خنک و زمستان‌های پر برف است که سالیانه مقصد سفر گردشگران داخلی و خارجی است.
از جاذبه‌های گردشگری آستانکرود منطقه گردشگری دیوچشمه است که در ضلع جنوبی خیابان چناران روستای آستانکرود واقع شده‌است. این چشمهٔ پرجاذبه به دلیل آب بسیار فراوان و گوارا، مورد استفاده اهالی منطقه کجور قرار گرفته‌است.
آب این چشمه در فصل تابستان بیش از فصل زمستان سرد بوده که این بر جاذبهٔ این چشمه افزوده‌است. فضای سبز و وجود انواع گونه‌های درختی و درختچه‌ای در اطراف آن، این چشمه را به مکانی مبدل ساخته که در تمام فصول گردشگران زیادی را به خود جذب می‌کند.
از دیگر جاذبه‌های گردشگری این روستای تپه تاریخی استانکرود است که مربوط به هزاره ۱- دوران تاریخی پس از اسلام است و در شهرستان نوشهر، بخش کجور، روستای استانکرود واقع شده و این اثر در تاریخ ۷ مرداد ۱۳۸۲ با شمارهٔ ثبت ۹۳۷۸ به‌عنوان یکی از آثار ملی ایران به ثبت رسیده‌است.
از مناطق گردشگری زیارتی این روستا آستان مقدس امامزاده چهل تن است که در خیابان چناران کوچه گلسار روستای آستانکرود واقع شده‌است و سالانه اهالی روستا پذیرای زائرین این امامزاده هستند.

## جمعیت
این روستا در دهستان زانوس‌رستاق در نزدیکی شهر پول (نوشهر) قرار دارد و براساس سرشماری مرکز آمار ایران در سال ۱۳۹۵، جمعیت آن ۶۱ نفر (۲۳خانوار) در قالب ۲۷ زن و ۳۴ مرد بوده‌است. اما جمعیت شناور روستا بیش از ۴۰۰ نفر است. مردم آستانک‌رود از قومیت طبری هستند. آنان به زبان طبری و گویش کجوری سخن می‌گویند.